# Sphyraena afra
Sphyraena afra es un pez de la familia de los esfirénidos en el orden de los perciformes.

## Morfología
Pueden alcanzar los 205 cm de largo total.

## Alimentación
Se alimenta de peces y gambas.

## Distribución geográfica
Se encuentran en las costas del Atlántico oriental (desde Mauritania hasta Namibia.